# James Garner (Fußballspieler)
James David Garner (* 13. März 2001 in Birkenhead) ist ein englischer Fußballspieler, der seit 2022 beim Erstligisten FC Everton aus Liverpool unter Vertrag steht.

## Karriere

### Verein
Garner begann seine Karriere bei Manchester United. Im Mai 2017 spielte er erstmals für die U-18-Mannschaft von Manchester United. Im September 2017 kam er gegen den FC Basel zum ersten Mal für die U19-Mannschaft in der UEFA Youth League zum Einsatz. Garner scheiterte mit seiner Mannschaft im Achtelfinale am FC Liverpool. In der Saison 2018/19 nahm er mit United erneut an der Youth League teil, bei der man abermals im Achtelfinale ausschied, diesmal gegen den FC Midtjylland.
Im August 2018 spielte Garner gegen den FC Fulham erstmals für die U23-Mannschaft von Manchester United in der Premier League 2. Im Dezember 2018 stand er in der UEFA Champions League gegen den FC Valencia erstmals im Profikader. Im Februar 2019 gab er sein Profidebüt für die „Red Devils“ in der Premier League, als er am 28. Spieltag der Saison 2018/19 gegen Crystal Palace in der 90. Minute für Fred eingewechselt wurde. Dies blieb sein einziger Saisoneinsatz. Im März 2019 wurde sein Vertrag bis Juni 2022 verlängert.
Im Oktober 2019 stand er in der Europa League gegen Partizan Belgrad erstmals in der Startelf, ehe er in der 82. Minute durch Andreas Pereira ersetzt wurde.
Mitte September 2020 wechselte Garner ursprünglich bis zum Ende der Saison 2020/21 auf Leihbasis zum Zweitligisten FC Watford. Da er nach der Übernahme von Watfords Trainerpostens durch Xisco ab Dezember nur noch sporadisch zum Einsatz kam, wurde er Ende Januar 2021 bis zum Saisonende an Watfords Ligakonkurrenten Nottingham Forest weiterverliehen. Dort kam er auf 20 Ligaeinsätze (19-mal von Beginn), in denen er 4 Tore erzielte.
Im Sommer 2021 kehrte Garner zunächst zu Manchester United zurück. Ende August 2021 verlängerte er seinen Vertrag bis zum 30. Juni 2024 und wechselte für die Saison 2021/22 erneut auf Leihbasis zu Nottingham Forest.
Im September 2022 wechselte Garner zum FC Everton für £15 Mio.

### Nationalmannschaft
Garner debütierte im November 2017 gegen Portugal für die englische U17-Auswahl. 2018 nahm er mit dieser auch an der U17-Europameisterschaft im eigenen Land teil. Bei dieser scheiterte man im Halbfinale am späteren Sieger, den Niederlanden. Garner führte sein Team in allen fünf Spielen als Kapitän an.
Zwischen September 2018 und März 2019 spielte er sieben Mal für die U18-Mannschaft und war wie bei der U17 ebenfalls Kapitän der Engländer. Im Oktober 2019 gab er gegen Frankreich sein Debüt für die U19-Mannschaft. In jenem Spiel, das Frankreich mit 3:1 gewann, erzielte Garner den einzigen Treffer der Engländer. Zudem fungierte er wie schon bei der U17- und der U18-Auswahl als Kapitän. Ab September 2021 war er in der U21-Nationalmannschaft aktiv und wurde als Stammspieler bei der U21-Europameisterschaft 2023 mit ihr Europameister.

## Erfolge
- U21-Europameister: 2023
- Aufstieg in die Premier League: 2022